# Nueva Galilea, Pantelhó
Nueva Galilea är en ort i Mexiko.   Den ligger i kommunen Pantelhó och delstaten Chiapas, i den sydöstra delen av landet, 800 km öster om huvudstaden Mexico City. Nueva Galilea ligger 1 156 meter över havet och antalet invånare är 175.
Terrängen runt Nueva Galilea är kuperad åt sydost, men åt nordväst är den bergig. Terrängen runt Nueva Galilea sluttar söderut. Runt Nueva Galilea är det ganska tätbefolkat, med 129 invånare per kvadratkilometer. Närmaste större samhälle är Yajalón, 11,7 km nordost om Nueva Galilea. Omgivningarna runt Nueva Galilea är en mosaik av jordbruksmark och naturlig växtlighet.